# Nuoto per salvamento ai Giochi mondiali 2022 - Staffetta 4×25 m trasporto manichino maschile
La gara della staffetta 4×25 m trasporto manichino maschile di nuoto per salvamento ai Giochi mondiali 2022 si è svolta l'11 luglio 2022 a Birmingham. Il programma non prevedeva turni preliminari ma solamente la finale.

## Risultati
| Pos | Nazione  | Tempo   |
| --- | -------- | ------- |
|     | Germania | 1:05.22 |
|     | Italia   | 1:06.53 |
|     | Polonia  | 1:07.44 |
| 4   | Spagna   | 1:09.91 |
| 5   | Belgio   | 1:10.79 |
| 6   | Giappone | 1:11.58 |
| 7   | Ungheria | 1:12.14 |
| 8   | Francia  | 1:13.02 |